# Musée d'Histoire de Toulon et de sa région
Le musée d’Histoire de Toulon et de sa région, anciennement musée du vieux Toulon, est un musée d'art et d'histoire situé à Toulon (Var).

## Historique
Créé en 1949 à l'initiative de la Société des amis du vieux Toulon, association qui comptait entre autres l'écrivain Jean Aicard et le sculpteur André Allar, le musée du vieux Toulon est d'abord implanté au 69, cours Lafayette, dans les locaux de l’ancien évêché de Toulon. Il a pour but de recueillir et conserver les œuvres d’art et documents relatifs à l’histoire de Toulon et de sa région.
Il devient le « musée d’Histoire de Toulon et de sa région » lorsqu'il est transféré au 10, rue Saint-Andrieu.

## Collections
Le rez-de-chaussée présente des plans-reliefs, carnets de croquis, peintures et aquarelles, documents et bustes. On y trouve notamment des œuvres des sculpteurs Pierre Puget et James Pradier, et du peintre Henri Olive-Tamari.
La bibliothèque située au 1er étage propose plusieurs milliers ouvrages sur la ville et sa région.